# 灼熱フィンガーでFEVER!
「灼熱フィンガーでFEVER!」（しゃくねつフィンガーでフィーヴァー）は、加藤和樹の8枚目のシングル楽曲である。

## 概要
- 初回限定盤・通常盤・神様ヘルプ！盤の3種類がある。
初回限定盤はPV撮影時のオフショット映像とSPOT映像を収録したDVD付き。

## 収録曲
1. 灼熱フィンガーでFEVER!
作詞：leonn 作曲：日比野裕史 編曲：HAL
2. BEACH（神様ヘルプ！盤には収録されていない）
作詞/作曲：MIVIVALOCA  編曲：大島賢治
3. 神様ヘルプ! （初回限定盤には収録されていない）
※チェッカーズのカバーであり、同名タイトルの本人主演映画の主題歌
作詞：康珍化 作曲：芹澤廣明 編曲：ha-j
4. 灼熱フィンガーでFEVER!/カラオケ